# Ceasnîkivka, Lohvîțea
Ceasnîkivka (în ucraineană Часниківка) este un sat în comuna Vîrișalne din raionul Lohvîțea, regiunea Poltava, Ucraina.

## Demografie
Componența lingvistică a localității Ceasnîkivka
     Ucraineană (98,29%)
     Rusă (1,14%)
     Alte limbi (0,29%)
Conform recensământului din 2001, majoritatea populației localității Ceasnîkivka era vorbitoare de ucraineană (98,29%), existând în minoritate și vorbitori de rusă (1,14%).